# ラボ島
ラボ島(Rabot Island)は、長さ8.0㎞、幅3.2㎞の島であり、ビスコー諸島内で、ルノー島の1.6㎞南に位置する。ジョン・ビスコーによって発見され、1903年から1905年にかけて行われたジャン・バティスト・シャルコーを隊長とするフランスの南極探検隊によって初めて地図に記載された。フランスの地理学者で雪氷学者のシャルル・ラボにちなんで命名された。